# 金栽經
金栽經（： Kim Jae Kyung，1988年12月24日—），藝名栽經（： Jae Kyung），曾錯譯為金在京和金在景，韓國女藝人，是2009年11月由DSP Media推出的女子组合Rainbow的隊長、領唱、主舞，同時亦為子團Rainbow BLAXX隊長。其親弟金宰鉉為男子樂隊N.Flying鼓手。
2016年11月12日，隨著Rainbow全體成員不再與DSP Media續約、團體活動正式結束，栽經開始獨立發展。

## 簡歷
栽經以紅色為個人代表色。於队中擔當隊長、領唱、主舞。同時與年齡相若的丞芽、佑麗為隊中領導角色。宿舎生活時期，與允惠同房，栽經下鋪允惠上鋪。由於為人果斷、對原則相當堅持，從小已經常被朋輩視為領袖角色。而且專注力極強。缺點是放聲大笑時無法控制獨特笑聲。天生有皮膚敏感，以至要時常到皮膚專科就診。
偶像包括Beyonce、Alicia Keys、Avril Lavigne與李孝利，特別是組合g.o.d超級歌迷，在學時曾為購買新碟，向獸醫診所推銷自製狗帶。喜愛設計師為安迪華荷、喜愛動畫角色是巴斯光年，甚至以「男朋友」作稱呼。除了收集各種異國風格內衣，亦愛好象徵和平的「Peace Signs」，在簽名中經常繪畫出來。
圈內好友包括前Kara成員知英表姐、於出道前曾預定為Rainbow成員的NS允智、MIGHTY MOUTH成員生菜、前Dal★Shabet成員Viki、以及練習生時期已經認識的隊友盧乙、智淑、Girl's Day珉雅及前Rainbow候補生珠彬。
隊中與盧乙、允惠同為愛狗之人，2014年開始飼養棉花面纱犬，以自己最愛甜點「馬卡龍」命名 （页面存档备份，存于）。因為栽經在Twitter與Instagram經常張貼與馬卡龍合照，令牠成為明星狗，栽經亦會在部份公開活動裡攜同馬卡龍一起出席。
天生外貌身材非常出眾，故有「魅力隊長」之稱。又由於外貌酷似日本著名藝人綾瀨遙，被稱為「韓國綾瀨遙」。初出道時，曾被某整容公司炒作栽經有否接受整容為噱頭宣傳，結果觸怒公司高層控告對方捏造。最後在長達三年的官司後，法院判整容公司敗訴理賠。，亦令栽經終可自信地強調自己是天然美女，2013年，更與佑麗一同入選「2013全球最美100人」，排名第75位。
此外，栽經在眾多女團當中，又以多才多藝見稱，包括英語、舞蹈、繪畫、素描、服裝設計、犬隻用品製作、平面設計、書法、美甲、化妝、自製美容護膚品 、自製銀器手飾(鏈墜、手鐲、戒指，更經常在公開場合佩戴)、插花、長笛、甜品、廚藝、縫紉等、此外亦精於各項運動，除了繼承自父親的泳術(蝶式、跳水)，力氣極大，被喻為演藝圈摔跤王之一; 在射箭方面亦相當高超，特別是2014年明星運動會中，更曾在射箭項目中，不單命中紅心，更射穿紅心內藏的隱蔽鏡頭。

### 未出道時期
栽經祖父為高麗青瓷師傅，父親為南韓前國家跳水隊代表、後來先後成為跳水教練及中學教師; 母親為廚師，弟弟為男子組合N.Flying 成員金宰鉉。
栽經從中學開始就渴望成為歌手，16歲時參加CBS舉辦的「親親青少年歌會」，獲得銀獎。原定參賽曲是紫雨林的「VLAD」，因為比賽前數天突然被要求改編曲目，為此吃了不少苦頭。中學二年級時考上3次，才以首席考入首爾教育廳藝高英才班，但由於通過了SM公司的最終面試，最終選擇中途退出。期間曾以設計寵物狗飾物賺錢，品牌名為「Jessica」。
出道前，曾在JYP公司當過兩到三年的練習生，曾與SM公司的李沇熹一起被稱為88年生女練習生中的TOP3，雖然通過最終面試但中途退出。後來有感舞技不足，進入李孝利的Winners舞團練習，在練習中途被DSP選中。原定加入「第二個Fin.K.L”的項目(即後來的Kara)，但由於被認為形象不適合，結果又多訓練4年，成為Rainbow的隊長。後來雖然公司有感七位成員遲遲未能出道，曾改變主意，建議她與丞芽重新考慮加入，最後栽經以不想撇下認識最久的隊員兼好友盧乙與允慧為由，拒絕加入Kara的提議。她說：“我比KARA練習的時間更長，因此當她們出道的時候我有點嫉妒，也有點沮喪，但是我會努力練習，決心有一天會像她們一樣成名。”在綜藝節目家族的品格 Full House中更透露訓練期間，曾拒絕SM娛樂邀請加入當時尚未出道的女團少女時代。
被選為隊長後，為學習領導經驗，參選登村高中第二屆學生會會長，並成功當選。在綜藝節目Go Show中，曾透露當選學生會會長初期，校方高層要求收取賄款，以換取大學入學證明書。後來向某教育組織求助，經過調庭下，最終令校方高層下台，當時事件被電視台報導，作為當事人，栽經被打上馬塞克在電視螢幕前接受訪問。

### 出道後經歷
- 2009年11月14日，Rainbow正式出道。栽經在Rainbow的第一張專輯主打歌《Gossip Girl》展現的一段獨舞，令人更加感受她的魅力，由於舞蹈水平極高，以至日後經常在綜藝節目中被要求展示舞技。

- 在綜藝節目強心臟中，公開了自己曾經是設計師的身份，引起關注。曾先後為歌手Natthew[27]、舞團Yama & Hotchicks設計標誌、「Rainbow BLAXX」設計標誌、唱片封套、包辦子團「Rainbow Pixie」相關美編、成員造型、道具、定妝概念[28]。更由於在 Every 1 偶像設計大賽中勝出，令全體出演出道後首次的電視廣告 Demi Soda 飲料。

- 2014年1月1日DSP Media通過SNS公佈以19禁性感為主要概念所組成的小分隊Rainbow BLAXX預告片與資訊，並於6日起公佈了成員預告片。1月6日首播了栽經為Rainbow BLAXX的一員。栽經同時也參予了Rainbow BLAXX的專輯概念照設計。

- 2月終Rainbow BLAXX宣傳期結束後，Rainbow各成員開始獨立活動期。栽經亦作多方面發展，除先後參演感激時代：鬪神的誕生 、神的測驗4、轉捩點 、對我而言可愛的她[29]多套劇集、以及為代言品牌「Jillstuart」設計多用途絲巾[30]，亦擔當美容清談節目「Get it Beauty」固定主持，由於化妝技巧純熟，經常在節目宣傳活動中，負責為現場觀眾進行化妝示範。

- 栽經於《NAEILSHOT(大學明天)》雜誌訪問中表示，在繼續活躍演藝圈同時，亦會以發展個人品牌為目標。[31]

- 2015年，參演改編自Naver人氣漫畫劇集高貴的你，飾演獸醫車允序。

- 2016年10月28日，DSP發表聲明，Rainbow全體不再續約。29日，Rainbow成員透過Instagram發佈手寫信貼圖，表達對女團解散的感想、以及感謝歌迷一直支持[32] 12月20日，Namoo Actors官方SNS宣佈栽經加入成為旗下藝人[33]

- 2017年3月5日，栽經參加「蒙面歌王」，為團體活動結束後首次參與音樂節目。

## 個人作品

### 原聲帶
- 2010年 KBS 月火劇《國家的呼喚》
  - 2010年5月12日發行
  - 「사랑해, 좋아해（我愛你, 喜歡你）」，合唱者：賢榮

- 2014年 OCN 《神的測驗4》
  - 2014年6月20日公開
  - 「어쩌면 난(Maybe I)」

- 2014年Crazy Kam Sung單曲 
  - 2014年11月28日公開
  - 「배치기(馬卡龍)」，合唱者﹕林韓星、Baechigi

- 2016年Tymee說唱專輯「Symbol」
  - 2016年8月24日公開
  - 「ㄴㄴㄷㄲㅈ (You All Just Fuck Off) 」演唱部份

### MV出演
- 2008年 SS501 《A Song Calling for you （页面存档备份，存于）》
- 2009年 A'ST1 《Dynamite （页面存档备份，存于）》
- 2009年 SS501 《Love Like This （页面存档备份，存于）》
- 2013年 A-Jax 《Insane （页面存档备份，存于）》

### 電視劇
- 2010年 SBS《大物》 (客串)
- 2012年 KBS《閉嘴家庭》飾演 尹郁美（客串） EP.69
- 2012年 JTBC《MONSTER(特別單元劇)》飾演 羅佑莉[34]
- 2013年 tvN《請回答1994》飾演 延大「全智賢」（客串）
- 2014年 KBS《感激時代：鬪神的誕生》飾演 梅玲
- 2014年 OCN《神的測驗4》飾演 林泰京
- 2014年 MBC《Drama Festival－轉捩點》飾演 夢蘭英[35]
- 2014年 SBS《對我而言可愛的她》飾演 電台DJ（客串）
- 2015年 NAVER《高貴的你》飾演 車允序
- 2016年 JTBC《Madame Antoine》飾演 朱莉
- 2018年 KBS《我们遇见的奇迹》 飾演 Mao (特别出演）
- 2018年 OCN《火星生活》飾演 韓末淑
- 2018年 MBC《壞爸爸》飾演 車智友
- 2018年 OCN 《神的測驗5》
- 2019年 SBS《初次見面我愛你》飾演 Veronica Park
- 2021年 tvN《惡魔法官》飾演 吳珍珠
- 2022年 SBS《Again My Life》飾演 金韓美
- 2024年：tvN《O'PENing－大耀酒店》飾演

### 電影
- 2020年 《簡易車站》飾演 智雅
- 2023年 《霉菌之花》

### 公開設計作品

#### 個人手繪作品
- 2013 韓版DemiSoda飲料 （页面存档备份，存于）
- 2015 韓國「JILLSTUART」栽經設計版絲巾 （页面存档备份，存于）
- 2015 「Heartbreak in Peanus 史努比慈善展覽」栽經手繪心型擺件 （页面存档备份，存于）
- 2016 潛水服裝用品品牌「Manta Dream」Manta W JK Rashguard系列標誌
- 2017 BobbiBrown 「Art Stick Liquid Lip」廣告插畫 （页面存档备份，存于）

#### 其他作品
- 2011年 歌手Natthew個人Logo （页面存档备份，存于）
- 2011年 舞團Yama & Hotchicks團隊Logo
- 2012年 子團「Rainbow Pixie」相關美編、成員造型、道具、定妝概念
- 2014年 子團「Rainbow BLAXX」標誌
- 2016年 Donate Champian(도담도담같이걸어요)性侵犯受害者助學基金義賣手繩 （页面存档备份，存于）

### 主持
- 2014年 有線On Style 《Get it Beauty》 (與劉寅娜共同主持)
- 2016年 KBS《Beauty Bible 2016 S/S》(與鄭秀妍共同主持)
- 2016年  Onstyle 魅力TV

### 獎項
- 2013年：Every 1偶像設計大賽-冠軍
- 2014年：Men's Health第9屆「Vital Woman Award」
- 2018年：MBC演技大獎-月火迷你劇部門 助演獎
- 2022年：SBS演技大獎-迷你劇類型及奇幻部門 女子助演獎 《Again My Life》

## 外部連結
- Kim Jae-kyung的X（前Twitter）
- 金栽經的Instagram帳戶
- 마카롱입니다的Instagram帳戶
- 金栽經的新浪微博
- 金栽經的Cyworld （页面存档备份，存于）
- 金栽經的Naver Blog （页面存档备份，存于）
- 金栽經的Kakao Blog （页面存档备份，存于）
- 金栽經歌迷網頁「Merry Be」
- Namooactors官方網頁金栽經個人資料 （页面存档备份，存于）